# Tobo-Tankori
Pour les articles homonymes, voir Tobo et Tankori.
Ne doit pas être confondu avec Tobo-Wélétéon.
Tobo-Tankori est une commune rurale située dans le département de Gbomblora de la province du Poni dans la région Sud-Ouest au Burkina Faso.

## Géographie
Tobo-Tankori se trouve à environ 12 km à l'est du chef-lieu Gbomblora et de la route nationale 11, ainsi qu'à 5 km à l'ouest du fleuve Mouhoun et de la frontière ghanéenne.

## Santé et éducation
Tobo-Tankori accueille un centre de santé et de promotion sociale (CSPS) tandis que le centre hospitalier régional (CHR) de la province se trouve à Gaoua.